# Rockefeller Hall
Pour les articles homonymes, voir Rockefeller.
Le Rockefeller Hall est un bâtiment du comté de Hancock, dans le Maine, aux États-Unis. Construit à compter de 1933, il est protégé au sein du parc national d'Acadia. Il est par ailleurs inscrit au Registre national des lieux historiques depuis le 5 juillet 2013.